# قهات
بحسب التوراة، قهات بن لاوي (بالعبرية: קְהָת) هو الابن الثاني للاوي، ومؤسس أسرة القهاتيين، وهم أحد الأفرع الرئيسية الأربعة لنسل اللاويين. عاش 133 سنة وأنجب أربعة بنين منهم عمران أبو موسى، ويصهار أبو قورح (قارون) الذي تمرد على ابن عمه موسى، وكانت له أخت اسمها يوكابد تزوجها ابنه عمرام، ومنها ولد له هارون ومريم ثم موسى النبي، وحسب بعض المخطوطات اليونانية واللاتينية للنسخة السبعينية فإن يوكابد ابنة عم قهات.
وفقًا لعلماء الكتاب المقدس فإن معنى اسم قهات غير معروف، على الرغم من أنه مشتق من كلمة آرامية بمعنى «يطيع».
ولد قهات عندما كان والده لاوي يبلغ من العمر 35 عامًا، حيث رأى رؤيا لقهات «مرتفعًا وسط أخوته».